# C17H13N
化学式C17H13N的化合物（摩尔质量：231.29 g/mol）可以指：
- 4-(1-萘乙烯基)吡啶（英语：Naphthylvinylpyridine），混合CAS号：16375-56-7 
  - (E)-异构体，CAS号：16375-78-3
- 二苯基吡啶，混合CAS号：56842-43-4 
  - 2,4-二苯基吡啶，CAS号：26274-35-1 
  - 2,6-二苯基吡啶，CAS号：3558-69-8 
  - 3,5-二苯基吡啶，CAS号：92-07-9
- 1-芘甲胺，CAS号：3786-54-7

|  | 这个同类索引页列出了具有相同分子式的化学物（即同分異構體）条目。 除非您是有意链接至本页，否则应将相应条目的内部链接指向正确的条目。 |